# Škoda Scala
Škoda Scala (укр. Шкода Ска́ла) — невеликий сімейний автомобіль на основі концепт-кара Vision RS чеського автовиробника Škoda Auto. Світова прем'єра автомобіля відбулася в Тель-Авіві в грудні 2018 року.

## Концепт
У жовтні 2018 року Škoda представила концепт Škoda Vision RS на автосалоні в Парижі. Концепт має довжину близько 4,36 м і має двигун, встановлений спереду (1,5 TSI із 150 к.с.). Перед задніми колесами для гібридного приводу встановлені акумулятори на 13 кВт*год для електродвигуна потужністю 75 кВт (102 к.с.). Потужність передається трансмісією з подвійним зчепленням (DQ400e). Задана максимальна швидкість становить 210 км/г. Суто електричний пробіг повинен становити 70 км. Як шоу-кар, автомобіль у Парижі мав підсвічені решітки радіатора. Ззаду червона смуга вогнів була вбудована в задній фартух. Поширений раніше круглий логотип на задній панелі замінив напис «ŠKODA» — горизонтально буквами в нижній частині заднього скла.

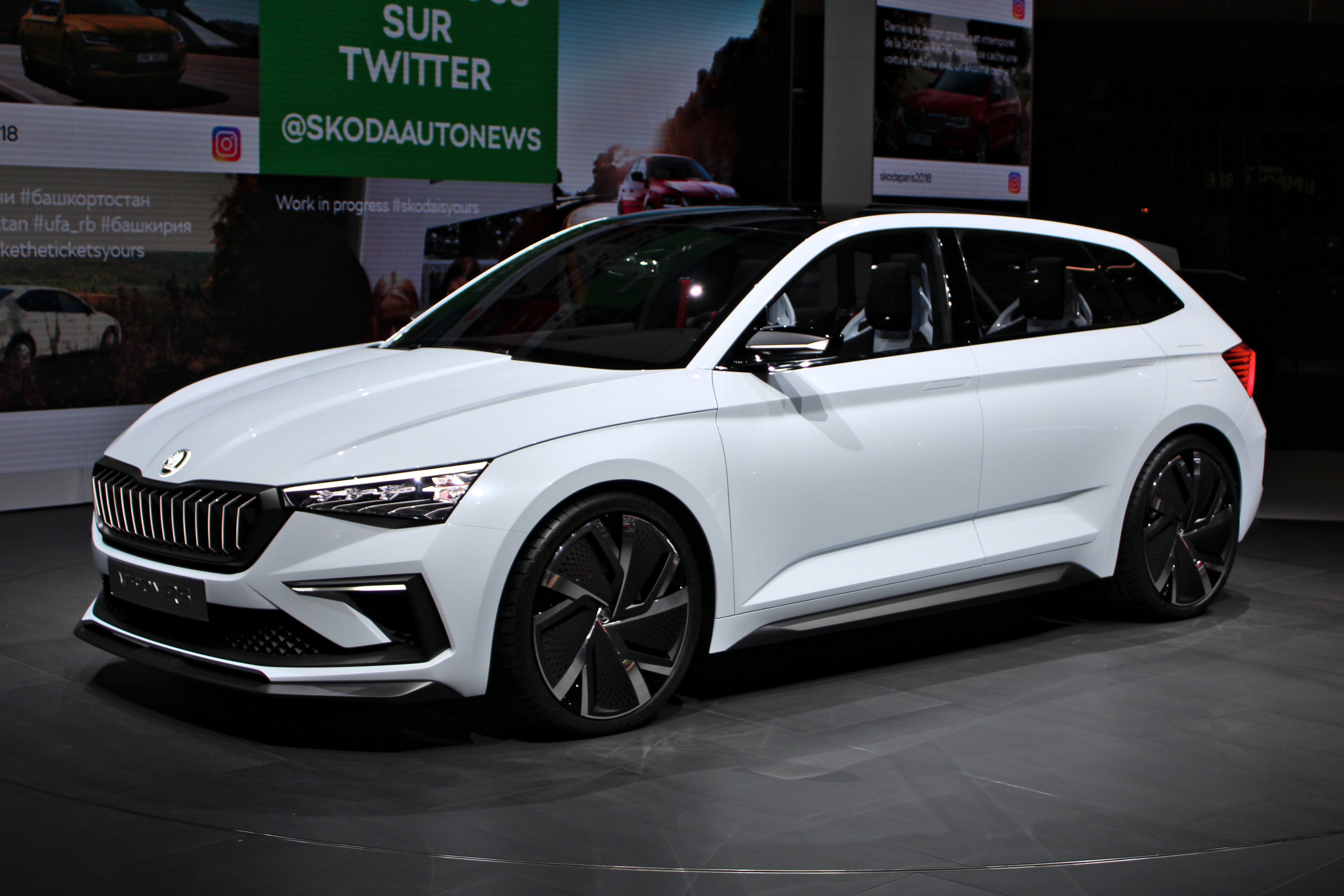
Škoda Vision RS, Паризький автосалон 2018
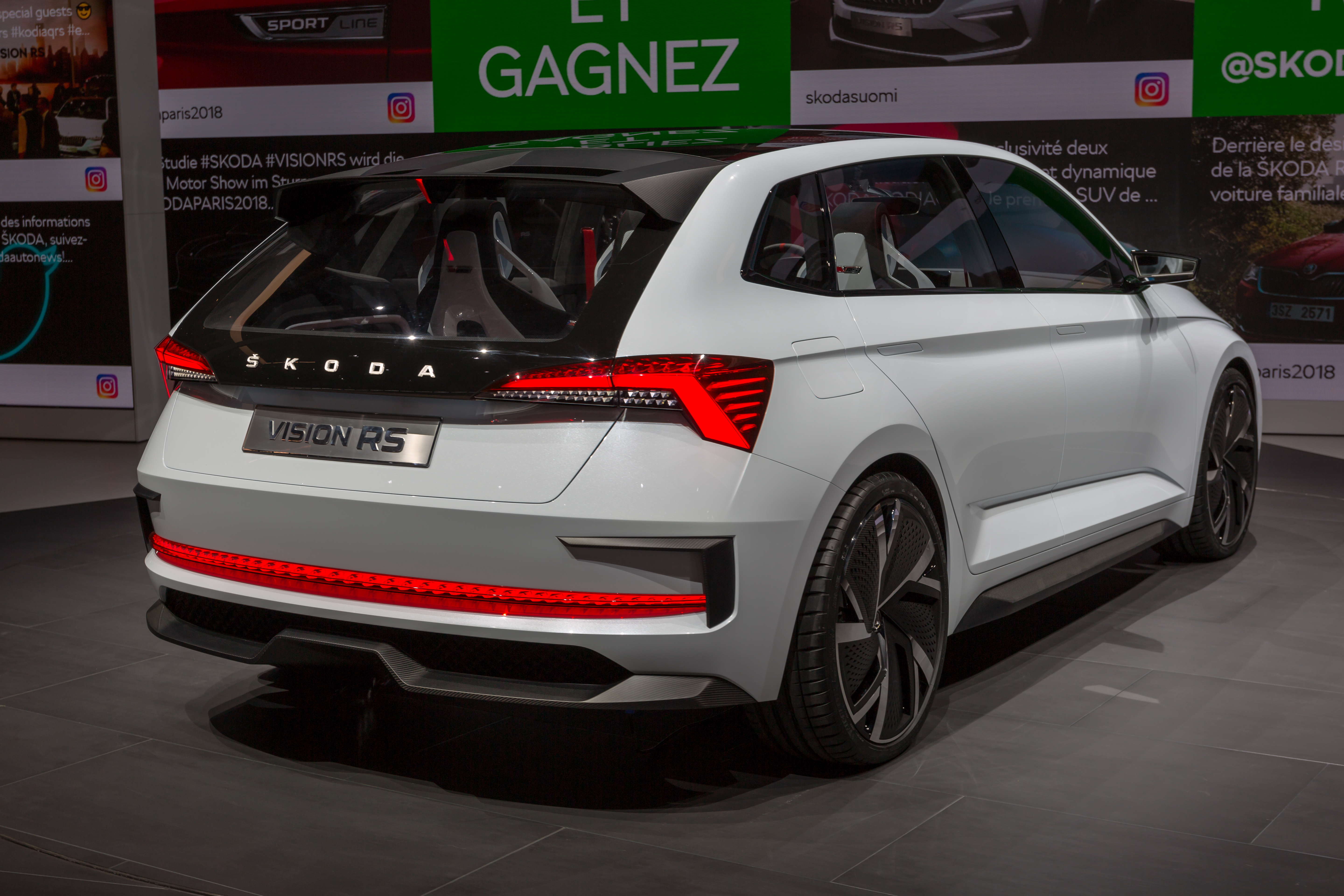
Škoda Vision RS, Паризький автосалон 2018

Зсередини, на честь 100-річчя Чехословаччини, в оздобленні використовувались кольорі національного прапора — синій, білий та червоний. Панель приладів була повністю цифровою, аналогові круглі інструменти не використовувалися. Як і в Audi A6 C8, управління кондиціонером здійснюється через сенсорний екран.

## Опис
Автомобіль призначений для того, щоб поміститися між Fabia та Octavia, і бути конкурентом автомобілів в сегменті невеликих хетчбеків, наприклад, Volkswagen Golf, Ford Focus і Opel Astra. Розробка тривала чотири роки, офіційна прем'єра відбулася 6 грудня 2018 року в Тель-Авіві, Ізраїль.

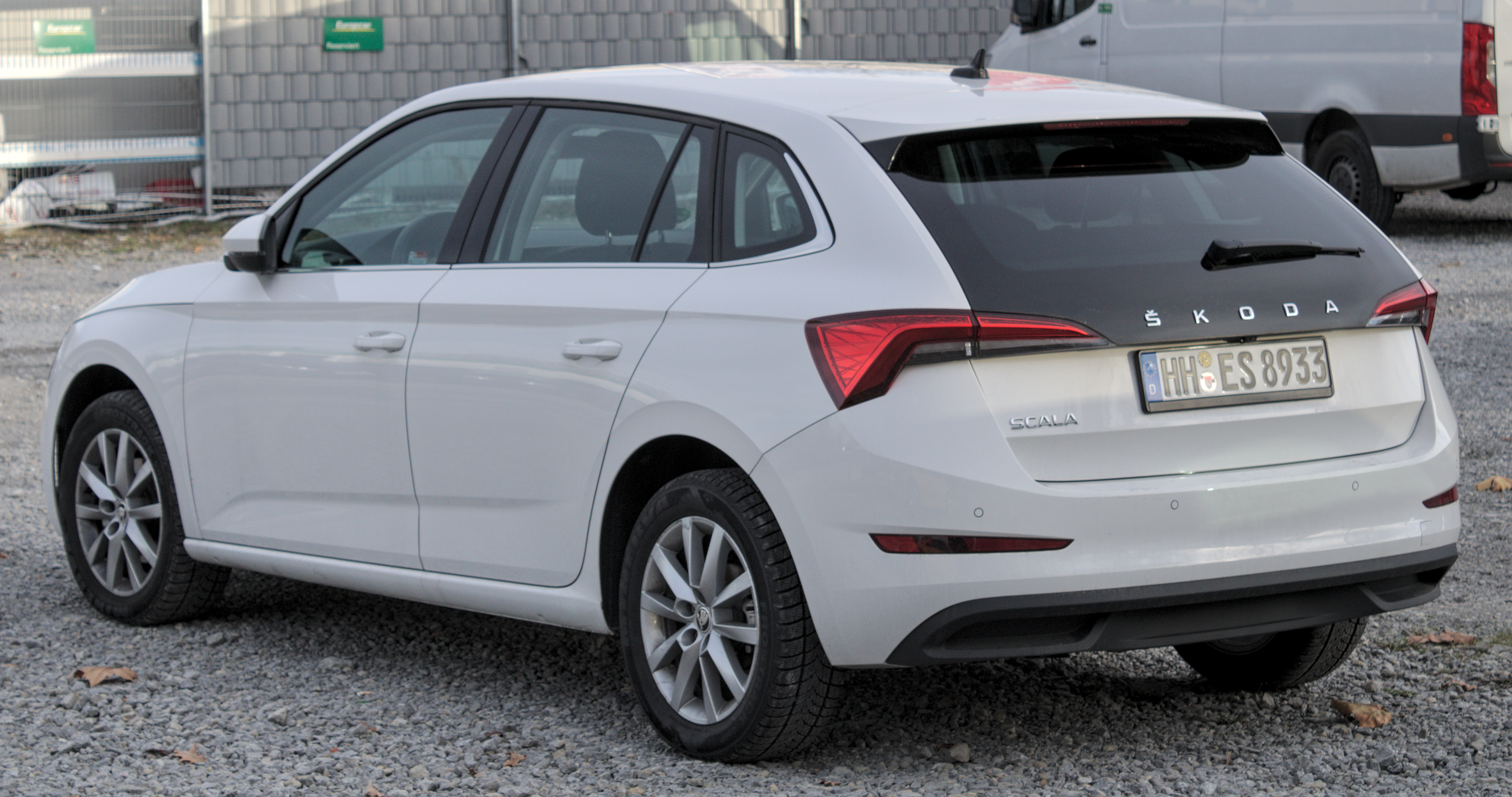
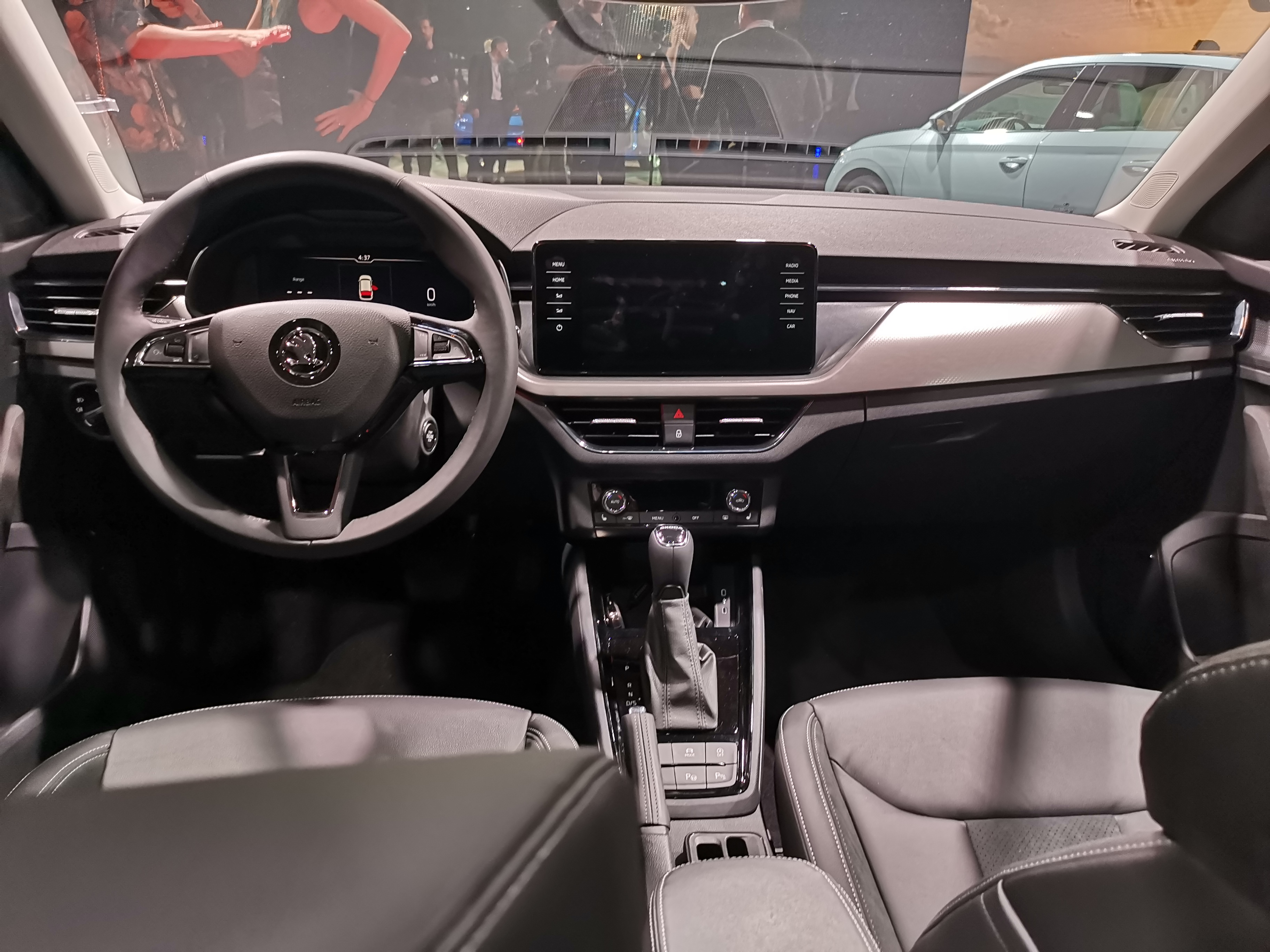

Автомобіль побудований на платформі MQB A0, яку, ексклюзивно для Škoda (серед брендів Volkswagen AG), було дозволено використати в максимально передбачених для платформи в габаритах (C-класу).
Scala постачається в трьох комплектаціях: Active, Ambition, Style. Серед опцій Scala має: цифрова панель приладів, повністю світлодіодні фари головного світла, підігрів заднього ряду сидінь, панорамний дах, електричний привід двері багажнику, шкіряне оздоблення салону, підігрів заднього ряду сидінь, бездротова зарядка для телефону, навігаційна система, електричний підігрів лобового скла, декоративне підсвічування інтер'єру, амортизатори з регулюванням жорсткості, тощо. З систем допомоги водієві доступне наступне: Система автоматичної парковки, адаптивний круіз-контроль (до 210 км/год), система запобігання зіткненню, моніторинг сліпих зон, система допомоги під час виїзду з парковки заднім ходом, розпізнавання дорожніх знаків, камера заднього виду, система утримання в полосі.
Базовим двигуном є 1,6 MPI (110 к.с.), який агрегатується або 5-ти ступеневою МКПП (MQ200-5F), або 6-ти ступеневою АКПП (AQ160-6F). Також для Scala доступні двигуни: бензинові 1,0 TSI (115 к.с.) та 1,5 TSI (150 к.с.), а також дизельний 1,6 TDI (115 к.с.), які оснащувалися 6-ти ступеневою МКПП (1,0 TSI та 1,6 TDI — MQ200GA-6F, MQ250-6F, відповідно) та 7-ми ступеневою РКПП (DSG DQ200-7F).
Місткість вантажного відсіку становить 467 літрів, а зі складеними сидіннями — 1'410 літрів. Коефіцієнт лобового опору (Cx) дорівнює 0,29-0,306 (залежно від версії двигуна).

### Фейсліфт
Рестайлінг був представлений у серпні 2023 року разом із Kamiq. Зміни включають перероблену передню та задню панелі з доступністю матричних світлодіодних фар, більш спортивний обвіс, натхненний концептом Vision RS, нові кольори екстер'єру та новий дизайн легкосплавних дисків. Усередині є перероблена панель управління, яка використовується для роботи системи опалення, вентиляції та кондиціонування повітря (HVAC), більше перероблених матеріалів для інтер'єру, імпровізоване стандартне обладнання інтер'єру по всій лінійці, а також додаткові функції Simply Clever, запозичені з інших моделей Škoda. Škoda також оновила структуру оздоблення, а дизельні двигуни більше не доступні для фейсліфтингової моделі.

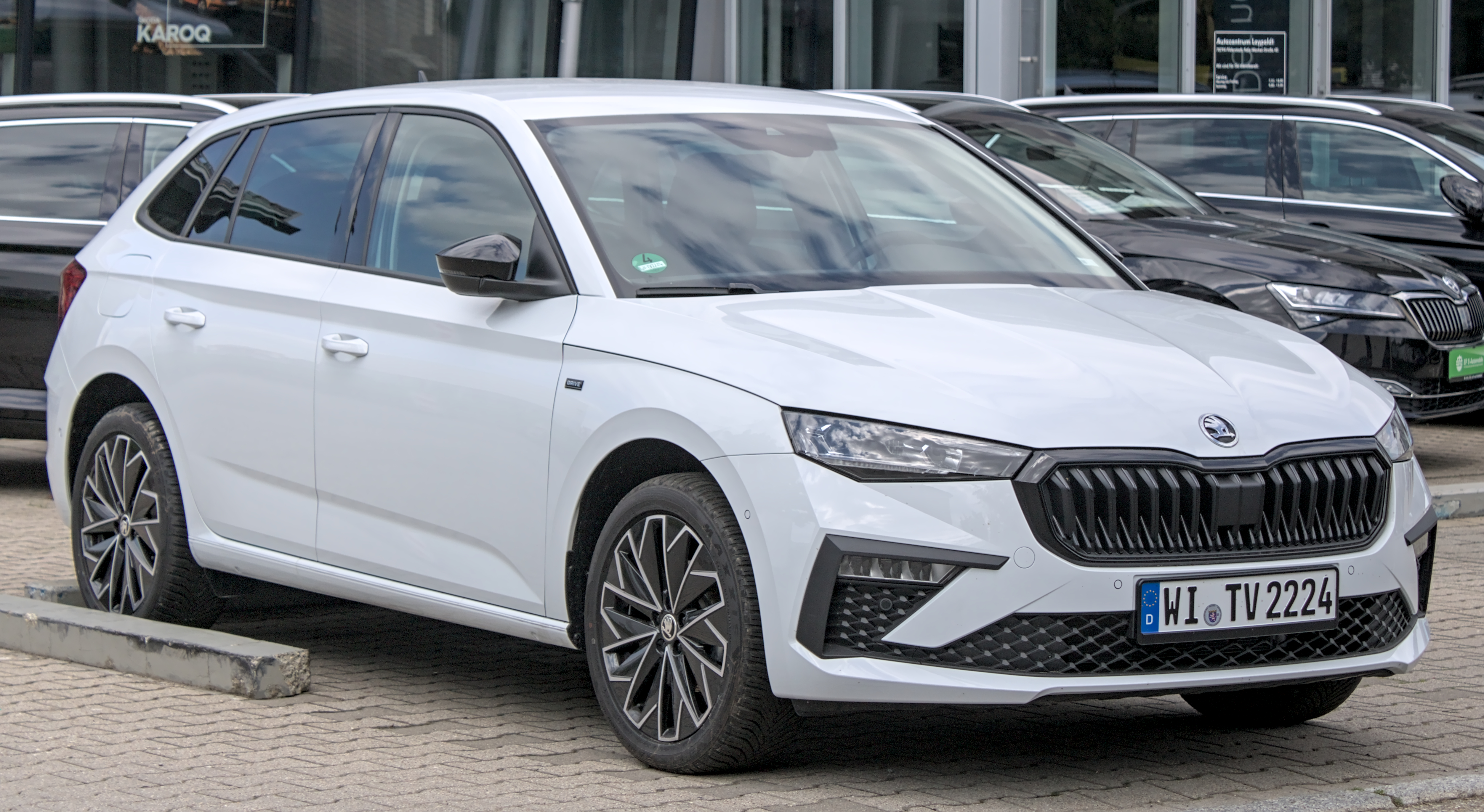
вид спереду
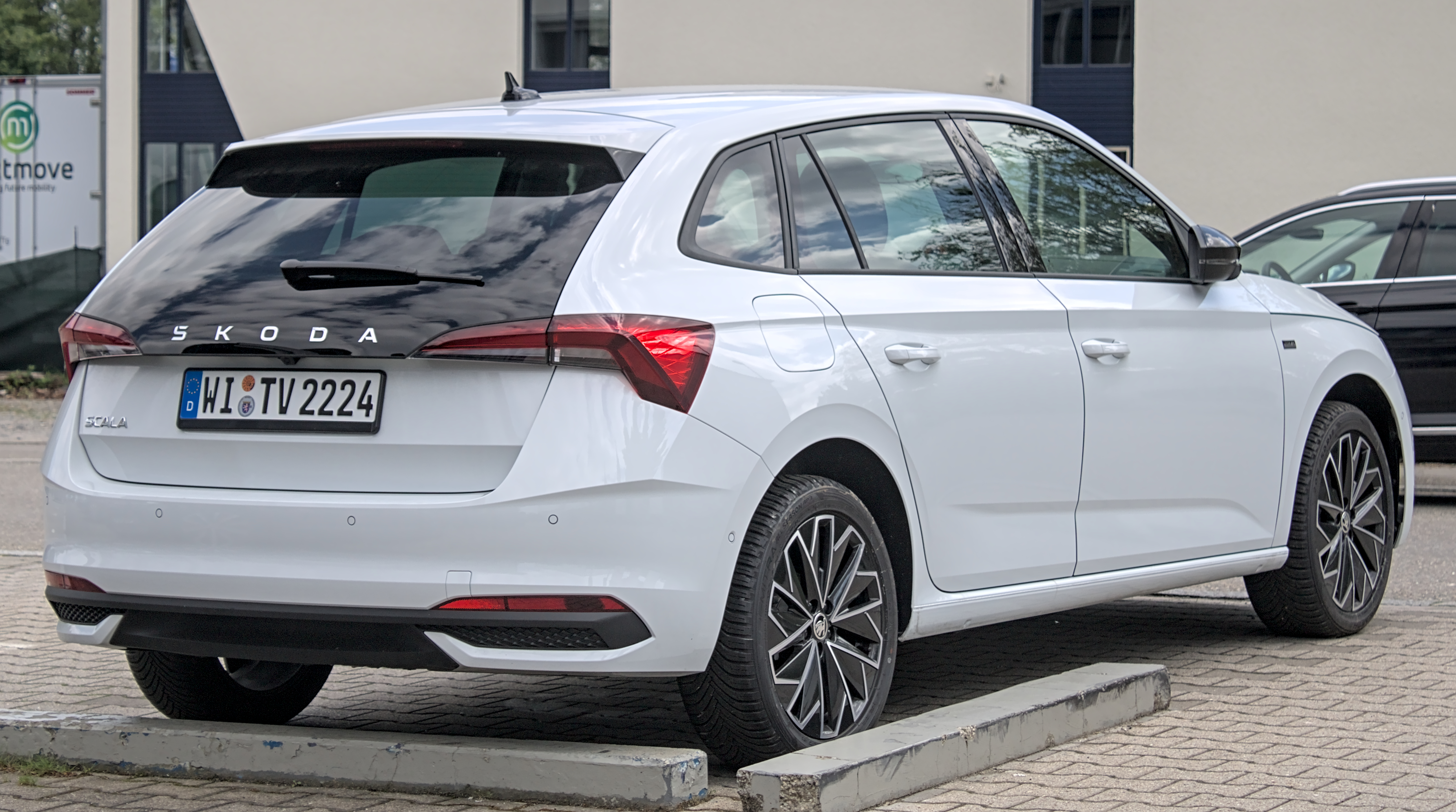
вид ззаду

## Двигуни
|                                                    | 1.0 G-Tec                                                                          | 1.0 G-Tec                                                                          | 1.0 TSI                                                                            | 1.0 TSI                                                                            | 1.0 TSI                                                                            | 1.0 TSI                                                                            | 1.5 TSI                                                                | 1.5 TSI                                                                | 1.5 TSI Edition S                                                      | 1.6 TDI                                        |
| -------------------------------------------------- | ---------------------------------------------------------------------------------- | ---------------------------------------------------------------------------------- | ---------------------------------------------------------------------------------- | ---------------------------------------------------------------------------------- | ---------------------------------------------------------------------------------- | ---------------------------------------------------------------------------------- | ---------------------------------------------------------------------- | ---------------------------------------------------------------------- | ---------------------------------------------------------------------- | ---------------------------------------------- |
| Виробництво                                        | 01/2020–11/2020                                                                    | з 11/2020                                                                          | 07/2019–11/2020                                                                    | з 11/2020                                                                          | з 11/2020                                                                          | 01/2019–11/2020                                                                    | 01/2019–11/2020                                                        | з 11/2020                                                              | з 02/2021                                                              | 01/2019–12/2020                                |
| Тип двигуна                                        | Бензиновий Р3 циліндровий з Турбокомпресором та Прямим безпосереднім вприскуванням | Бензиновий Р3 циліндровий з Турбокомпресором та Прямим безпосереднім вприскуванням | Бензиновий Р3 циліндровий з Турбокомпресором та Прямим безпосереднім вприскуванням | Бензиновий Р3 циліндровий з Турбокомпресором та Прямим безпосереднім вприскуванням | Бензиновий Р3 циліндровий з Турбокомпресором та Прямим безпосереднім вприскуванням | Бензиновий Р3 циліндровий з Турбокомпресором та Прямим безпосереднім вприскуванням | Бензиновий Р4 з Турбокомпресором та Прямим безпосереднім вприскуванням | Бензиновий Р4 з Турбокомпресором та Прямим безпосереднім вприскуванням | Бензиновий Р4 з Турбокомпресором та Прямим безпосереднім вприскуванням | Дизельний Р4 з Турбокомпресором та Common Rail |
| Серія двигунів                                     | VW EA211                                                                           | VW EA211                                                                           | VW EA211                                                                           | VW EA211                                                                           | VW EA211                                                                           | VW EA211                                                                           | VW EA211 evo                                                           | VW EA211 evo                                                           | VW EA211 evo                                                           | VW EA288                                       |
| Об'єм                                              | 999 см³                                                                            | 999 см³                                                                            | 999 см³                                                                            | 999 см³                                                                            | 999 см³                                                                            | 999 см³                                                                            | 1498 см³                                                               | 1498 см³                                                               | 1498 см³                                                               | 1598 см³                                       |
| Ступінь стиснення                                  | 10,5 : 1                                                                           | 10,5 : 1                                                                           | 10,5 : 1                                                                           | 10,5 : 1                                                                           | 10,5 : 1                                                                           | 10,5 : 1                                                                           | 10,5 : 1                                                               | 10,5 : 1                                                               |                                                                        | 16,2 : 1                                       |
| Макс. потужність при об/хв                         | 66 кВт (90 к.с.)/ 4500–5800                                                        | 66 кВт (90 к.с.)/ 4000–5500                                                        | 70 кВт (95 к.с.)/ 5000–5500                                                        | 70 кВт (95 к.с.)/ 5000–5500                                                        | 81 кВт (110 к.с.)/ 5500                                                            | 85 кВт (115 к.с.)/ 5000–5500                                                       | 110 кВт (150 к.с.)/ 5000–6000                                          | 110 кВт (150 к.с.)/ 5000–6000                                          | 140 кВт (190 к.с.)                                                     | 85 кВт (115 к.с.)/ 3250–4000                   |
| Макс. Макс. обертальний момент при об/хв           | 160 Н•м/ 1800–3800                                                                 | 160 Н•м/ 1800–3800                                                                 | 175 Н•м/ 2000–3500                                                                 | 175 Н•м/ 1600–3500                                                                 | 200 Н•м/ 2000–3000                                                                 | 200 Н•м/ 2000–3500                                                                 | 250 Н•м/ 1500–3500                                                     | 250 Н•м/ 1500–3500                                                     | 290 Н•м                                                                | 250 Н•м/ 1500–3250                             |
| Коробка передач, стандартна                        | 6-ступінчата Механічна коробка передач                                             | 6-ступінчата Механічна коробка передач                                             | 5-ступінчата Механічна коробка передач                                             | 5-ступінчата Механічна коробка передач                                             | 6-ступінчата Механічна коробка передач                                             | 6-ступінчата Механічна коробка передач                                             | 6-ступінчата Механічна коробка передач                                 | 6-ступінчата Механічна коробка передач                                 | 6-ступінчата Механічна коробка передач                                 | 6-ступінчата Механічна коробка передач         |
| Коробка передач, опціональна                       | –                                                                                  | –                                                                                  | –                                                                                  | –                                                                                  | (7-ступінчата DSG)                                                                 | (7-ступінчата DSG)                                                                 | (7-ступінчата DSG)                                                     | (7-ступінчата DSG)                                                     | –                                                                      | (7-ступінчата DSG)                             |
| Тип приводу                                        | Передній привод                                                                    | Передній привод                                                                    | Передній привод                                                                    | Передній привод                                                                    | Передній привод                                                                    | Передній привод                                                                    | Передній привод                                                        | Передній привод                                                        | Передній привод                                                        | Передній привод                                |
| Максимальна швидкість                              | 182 км/г                                                                           | 182 км/г                                                                           | 188 км/г                                                                           | 190 км/г                                                                           | 199 км/г (198 км/г)                                                                | 201 км/г (199 км/г)                                                                | 220 км/г (219 км/г)                                                    | 220 км/г (219 км/г)                                                    |                                                                        | 201 км/г (200 км/г)                            |
| Прискорення, 0–100 км/г                            | 12,4 с                                                                             | 12,4 с                                                                             | 10,9 с                                                                             | 11,0 с                                                                             | 10,1 с (10,3 с)                                                                    | 9,8 с (9,9 с)                                                                      | 8,2 с (8,2 с)                                                          | 8,2 с (8,2 с)                                                          |                                                                        | 10,1 с (10,3 с)                                |
| Споряджена маса                                    | 1310 кг                                                                            | 1310 кг                                                                            | 1192 кг                                                                            | 1200 кг                                                                            | 1223 кг (1242 кг)                                                                  | 1209 кг (1229 кг)                                                                  | 1243 кг (1265 кг)                                                      | 1247 кг (1255 кг)                                                      | 1247 кг                                                                | 1324 кг (1339 кг)                              |
| Витрата палива на 100 км (комбінований цикл)       | 3,5 кг природного газа                                                             | 3,3–3,4 кг природного газа                                                         | 5,0 л                                                                              | 4,7 л                                                                              | 4,7–4,8 л (4,7–4,8 л)                                                              | 4,9–5,0 л (5,1 л)                                                                  | 4,9 л (4,9–5,0 л)                                                      | 4,8–4,9 л (5,0–5,1 л)                                                  | 4,9 л                                                                  | 4,1–4,2 л (4,1 л)                              |
| CO2-викиди (комбінований цикл)                     | 95 г/км                                                                            | 92–94 г/км                                                                         | 114 г/км                                                                           | 106–108 г/км                                                                       | 107–109 г/км (108—109 г/км)                                                        | 111–113 г/км (116 г/км)                                                            | 111 г/км (112—113 г/км)                                                | 110–112 г/км (115—116 г/км)                                            | 112 г/км                                                               | 106–108 г/км (107—108 г/км)                    |
| Норма викидів в атмосферу Європейська класифікація | Euro 6d-TEMP                                                                       | Euro 6d                                                                            | Euro 6d-TEMP                                                                       | Euro 6d                                                                            | Euro 6d                                                                            | Euro 6d-TEMP                                                                       | Euro 6d-TEMP                                                           | Euro 6d                                                                | Euro 6d                                                                | Euro 6d-TEMP                                   |
| Ємність бака                                       | 9 л + 13,8 кг природного газа                                                      | 9 л + 13,8 кг природного газа                                                      | 50 л                                                                               | 50 л                                                                               | 50 л                                                                               | 50 л                                                                               | 50 л                                                                   | 50 л                                                                   | 50 л                                                                   | 50 л                                           |

## Нагороди
Автомобіль отримав престижну дизайнерську нагороду Red Dot у 2019 році. 
Škoda Scala обіграла таких конкурентів як Mazda3, Ford Focus і навіть VW Golf у порівняльному тесті провідного німецького автомобільного журналу Auto Bild.

## Продажі
| Рік  | Європа | Туреччина |
| ---- | ------ | --------- |
| 2019 | 36,218 |           |
| 2020 | 53,156 |           |
| 2021 | 43,924 |           |
| 2022 |        | 3,292     |
| 2023 |        |           |
| 2024 |        | 3,889     |

1. ↑  Європа: 2020 EU 27 + Велика Британія + Швейцарія + Норвегія + Ісландія